# Shivam Dube
Shivam Dube (Hindi शिवम दुबे, * 26. Juni 1993 in Mumbai, Indien) ist ein indischer Cricketspieler, der seit 2019 für die indische Nationalmannschaft spielt.

## Kindheit und Ausbildung
Dube besuchte die Hansraj Morarji School in Mumbai und gewann mit ihr den U14 Giles Shield, einen wichtigen Schul-Cricketwettbewerb in der Stadt. Jedoch spielte er aus persönlichen Gründen in den folgenden Jahren nicht mehr.

## Aktive Karriere
Dube gab sein First-Class-Debüt für Mumbai in der Saison 2017/18. In der Indian Premier League 2019 bekam er einen Vertrag mit den Royal Challengers Bangalore, die in der Auktion INR 5 Crore für ihn bezahlten. Daraufhin wurde er in die Nationalmannschaft berufen und gab dort in Bangladesch sein Twenty20-Debüt. Im dritten Spiel der Serie erzielte er 3 Wickets für 30 Runs. Kurz darauf erreichte er gegen die West Indies ein Fifty über 54 Runs und gab bei der Tour auch sein ODI-Debüt. Jedoch konnte er sich nach der Saison nicht im Nationalteam halten. Nach zwei Jahren weiteren Jahren in der IPL, wo er nicht herausragen konnte, und einem weiteren für die Rajasthan Royals, konnte er bei der  Indian Premier League 2022 bei den Chennai Super Kings seinen Durchbruch feiern. Nachdem er im Folgejahr ebenfalls gute Leistungen erbrachte, kam er wieder zurück in den Kader für das Nationalteam. Im Januar 2024 erzielte er in den Twenty20s gegen Afghanistan zwei Fifties (60* und 65* Runs) und wurde darauf als Spieler der Serie ausgezeichnet. Kurz darauf verletzte er sich, war jedoch für die Indian Premier League 2024 wieder fit. Daraufhin wurde er in den Kader für den ICC Men’s T20 World Cup 2024 berufen.